# Liste der brasilianischen Finanzminister
Die Liste der brasilianischen Finanzminister ist eine Teilliste und enthält alle Minister des Ministério da Fazenda (Finanzministerium) des südamerikanischen Staates Brasilien von 1964 bis 1985 zur Zeit der Militärdiktatur und seit 1985 nach Beendigung der Militärdiktatur und dem Beginn der Neuen und Sechsten Republik.
Das Finanzministerium hat heute seinen Sitz in der Hauptstadt Brasília, früher in der ehemaligen Hauptstadt Rio de Janeiro.

## Geschichte
Das heutige Finanzministerium ging nach der Übersiedlung des portugiesischen Hofes 1807 in 1808 unter João VI aus dem Amt des Ministro e Secretário de Estado dos Negócios do Brasil e da Fazenda e Presidente do Real Erário (kurz: Königlicher Staatsschatz) hervor. Er dauerte bis 1821 und der Amtsinhaber des Kaiserreichs Brasilien war danach bekannt als Ministro e Secretário dos Negócios da Fazenda e Presidente do Tesouro Público. Ab 1831 bis zur Ausrufung der Republik Brasilien war er bekannt als Ministro e Secretário de Estado dos Negócios da Fazenda e Presidente do Tribunal do Tesouro Público Nacional, von 1891 bis 1893 zeichnete er als Ministro e Secretário de Estado dos Negócios da Fazenda e Presidente do Tribunal do Tesouro Nacional, ab 1893 bis 1967 als Ministro de Estado dos Negócios da Fazenda. Von 1967 (Beginn der Militärdiktatur) bis 1990 hieß der Amtsträger vereinfacht Staatsminister der Finanzen. Die Amtsbezeichnungen wechselten zwischenzeitlich zu Ministro da Economia, Fazenda e Planejamento (1990–1991), erneut zu Ministro da Fazenda ab 1992, der bis heute geltenden Bezeichnung.

## Militärdiktatur (Fünfte Republik)
| Nr. | Name                                | Beginn        | Ende          | Anmerkungen Porträt | Regierung von                                                                 |
| --- | ----------------------------------- | ------------- | ------------- | ------------------- | ----------------------------------------------------------------------------- |
| 001 | Otávio Gouveia de Bulhões interim   | 4. Apr. 1964  | 15. Apr. 1964 |                     | Ranieri Mazzilli                                                              |
| 002 | Otávio Gouveia de Bulhões           | 15. Apr. 1964 | 16. März 1967 |                     | Humberto Castelo Branco                                                       |
| 003 | Roberto Campos                      | 4. Sep. 1964  | 15. Sep. 1964 |                     | Humberto Castelo Branco                                                       |
| 004 | Eduardo Lopes Rodrigues interim     | 23. Sep. 1965 | 4. Dez. 1966  |                     | Humberto Castelo Branco                                                       |
| 005 | Antônio Delfim Netto                | 17. März 1967 | 31. Aug. 1969 |                     | Artur da Costa e Silva                                                        |
| 006 | Fernando Ribeiro Do Val interim     | 24. Apr. 1967 | 6. Apr. 1969  |                     | Artur da Costa e Silva                                                        |
| 007 | Antônio Delfim Netto                | 31. Aug. 1969 | 30. Okt. 1969 |                     | Junta Governativa Provisória de 1969 (Provisorische Regierungsjunta von 1969) |
|     | Antônio Delfim Netto                | 30. Okt. 1969 | 15. März 1974 |                     | Emílio Garrastazu Médici                                                      |
| 008 | José Flávio Pécora                  | 7. Apr. 1969  | 15. März 1974 |                     | Emílio Garrastazu Médici                                                      |
| 009 | Mário Henrique Simonsen             | 16. März 1974 | 15. März 1979 |                     | Ernesto Geisel                                                                |
| 010 | Karlos Heinz Rischbieter            | 16. März 1979 | 17. Jan. 1980 |                     | João Figueiredo                                                               |
| 011 | Márcio Fortes interim               | 16. März 1979 | 17. Jan. 1980 |                     | João Figueiredo                                                               |
| 012 | Ernane Galvêas                      | 18. Jan. 1980 | 14. März 1985 |                     | João Figueiredo                                                               |
| 013 | Eduardo Pereira De Carvalho interim | 18. Jan. 1980 | 25. März 1981 |                     | João Figueiredo                                                               |
| 014 | Carlos Viacava interim              | 25. März 1981 | 1. März 1983  |                     | João Figueiredo                                                               |

## Nova República (Sechste Republik) seit 1985
| Nr. | Name                         | Beginn        | Ende          | Anmerkungen Porträt | Regierung von             |
| --- | ---------------------------- | ------------- | ------------- | ------------------- | ------------------------- |
| 001 | Francisco Dornelles          | 15. März 1985 | 26. Aug. 1985 |                     | José Sarney               |
| 002 | Dilson Domingos Funaro       | 26. Aug. 1985 | 29. Apr. 1987 |                     | José Sarney               |
| 003 | Bresser Pereira              | 29. Apr. 1987 | 21. Dez. 1987 |                     | José Sarney               |
| 004 | Maílson da Nóbrega (interim) | 13. Mai 1987  | 6. Jan. 1988  |                     | José Sarney               |
| 005 | Maílson da Nóbrega           | 6. Jan. 1988  | 15. März 1990 |                     | José Sarney               |
| 006 | Zélia Cardoso de Mello       | 15. März 1990 | 10. Mai 1991  |                     | Fernando Collor           |
| 007 | Marcílio Marques Moreira     | 10. Mai 1991  | 2. Okt. 1992  |                     | Fernando Collor           |
| 008 | Gustavo Krause               | 2. Okt. 1992  | 16. Dez. 1992 |                     | Itamar Franco             |
| 009 | Paulo Roberto Haddad         | 16. Dez. 1992 | 1. März 1993  |                     | Itamar Franco             |
| 010 | Eliseu Resende               | 1. März 1993  | 19. Mai 1993  |                     | Itamar Franco             |
| 011 | Fernando Henrique Cardoso    | 19. Mai 1993  | 30. März 1994 |                     | Itamar Franco             |
| 012 | Rubens Ricupero              | 30. März 1994 | 6. Sep. 1994  |                     | Itamar Franco             |
| 013 | Ciro Gomes                   | 6. Sep. 1994  | 1. Jan. 1995  |                     | Itamar Franco             |
| 014 | Pedro Malan                  | 1. Jan. 1995  | 1. Jan. 2003  |                     | Fernando Henrique Cardoso |
| 015 | Antonio Palocci              | 1. Jan. 2003  | 27. März 2006 |                     | Luiz Inácio Lula da Silva |
| 016 | Guido Mantega                | 27. März 2006 | 31. Dez. 2010 |                     | Luiz Inácio Lula da Silva |
|     | Guido Mantega                | 1. Jan. 2011  | 1. Jan. 2015  |                     | Dilma Rousseff            |
| 017 | Joaquim Levy                 | 1. Jan. 2015  | 18. Dez. 2015 |                     | Dilma Rousseff            |
| 018 | Nelson Barbosa               | 18. Dez. 2015 | 12. Mai 2016  | \|                  | Dilma Rousseff            |
| 019 | Henrique Meirelles           | 12. Mai 2016  | 10. Apr. 2018 | \|                  | Michel Temer              |
| 020 | Eduardo Guardia              | 10. Apr. 2018 | 1. Jan. 2019  |                     | Michel Temer              |